# 112 (число)
112 (сто двенадцать) — натуральное число, расположенное между числами 111 и 113. Оно не является простым числом, а относительно последовательности простых чисел расположено между 109 и 113.

## В науке
- Атомный номер коперниция.
- (112) Ифигения — астероид главного пояса.

## В Библии
112 — в книгах Ездры и в Неемии в списке возвратившихся из вавилонского пленения число сыновей Иоры (Харифа; Езд. 2:18; Неем. 7:24).

## В других областях
- ASCII-код символа «p»
- В ряде стран мира 112 является номером экстренного телефонного вызова
- 112 км (разъезд) — прежнее название разъезда Антонины Петровой.
- 112 (группа) (США)
- 112 Украина (укр. 112 Україна) — частный информационный телеканал Украины, вещающий с 2013 года в прямом эфире.